# Réka Bordás
Réka Bordás (* 26. August 1997 in Karcag, Ungarn) ist eine ungarische Handballspielerin, die für die ungarische Nationalmannschaft aufläuft.

## Karriere

### Im Verein
Bordás spielte ab dem Jahr 2009 beim ungarischen Verein Túrkevei VSE, den sie zwei Jahre später in Richtung Debreceni SI verließ. Im Jahr 2012 wechselte sie in die Jugendabteilung von Debreceni Vasutas SC. Zwischen März 2017 und dem Saisonende 2016/17 stand sie acht Mal im Erstligakader von Debreceni Vasutas SC. Bordás war in der Saison 2017/18 am ungarischen Zweitligisten Nyíradony VVTK ausgeliehen, für den sie in 26 Partien 116 Treffer erzielte. Anschließend gehörte sie fest dem Erstligakader von Debreceni Vasutas SC an. Mit Debreceni Vasutas SC stand sie 2021 im Finale des ungarischen Pokals. Zur Saison 2023/24 wechselte sie zum Erstligisten Ferencváros Budapest. Bordás war ab Oktober 2023 für einen Monat am Ligakonkurrenten Váci NKSE ausgeliehen, um den verletzungsbedingten Ausfall von Fanny Tyiskov-Helembai zu kompensieren. Im Januar 2024 wurde sie auf eigenen Wunsch hin erneut an Váci NKSE ausgeliehen. Mit Ferencváros gewann sie 2025 den ungarischen Pokal.

### In Auswahlmannschaften
Réka Bordás bestritt am 6. Juli 2021 ihr Länderspieldebüt für die ungarische Nationalmannschaft gegen Montenegro und nahm etwa einen Monat später an den Olympischen Spielen in Tokio teil. Am Jahresende 2021 gehörte sie dem ungarischen Aufgebot bei der Weltmeisterschaft 2021 an, bei der sie in sechs Partien 13 Tore warf. Anschließend folgte eine Teilnahme an der Europameisterschaft 2022. Im darauffolgenden Jahr nahm sie zum zweiten Mal an einer Weltmeisterschaft teil. Bordás gehörte dem Kader der ungarischen Auswahl bei den Olympischen Spielen 2024 in Paris an. Bei der Europameisterschaft 2024 gewann sie die Bronzemedaille.

## Sonstiges
Ihr Vater József Bordás spielte Handball und nahm ebenfalls an den Olympischen Spielen teil.